# Operação Rosário
A invasão das Ilhas Malvinas (em castelhano: Invasión de las Islas Malvinas), codinome Operação Rosario (Operación Rosario), foi uma operação militar lançada pelas forças argentinas em 2 de abril de 1982 para capturar as Ilhas Malvinas, servindo como o estopim para a Guerra das Malvinas. Os argentinos realizaram desembarques anfíbios, e a invasão terminou com a rendição da Casa do Governo das Malvinas.

## Defesa
O governador Rex Hunt foi informado pelo Governo Britânico sobre uma possível invasão argentina em 1 de abril de 1982. Às 15h30 daquele dia, ele recebeu um telegrama do Ministério das Relações Exteriores e da Commonwealth declarando:

Temos evidências aparentemente confiáveis de que uma força-tarefa argentina pode estar se reunindo ao largo de Stanley na madrugada de amanhã. Você desejará tomar suas providências de acordo.

### Forças envolvidas

Mapa das Ilhas Malvinas
(toponímia argentina)

O governador convocou os dois oficiais superiores dos Royal Marines do Naval Party 8901 à Casa do Governo, em Porto Stanley, para discutir as opções de defesa das Malvinas. Durante a reunião, ele disse: “Parece que esses bastardos falam sério.”
O major Mike Norman recebeu o comando geral dos Marines por ser o mais antigo, enquanto o major Gary Noott tornou-se assessor militar do governador Hunt. A força total era de 68 fuzileiros navais e 11 marinheiros do navio de patrulha antártica Endurance, integrantes da equipe de sondagem, chefiados pelo tenente da Marinha Chris Todhunter. Esse número era maior que o normal porque a guarnição estava em processo de substituição — tanto os substitutos quanto as tropas que iriam partir estavam nas Malvinas no momento da invasão.
Esse efetivo foi reduzido para 57 quando 22 fuzileiros embarcaram no HMS Endurance para juntar-se ao grupo de 13 homens do British Antarctic Survey (BAS) sob comando do chefe da base, Steve Martin, a fim de observar os soldados argentinos na Geórgia do Sul. A Marinha Real Britânica e o autor Russell Phillips afirmam que havia ao todo 85 fuzileiros navais em Porto Stanley.
Esses números foram reforçados por pelo menos 25 membros da Força de Defesa das Ilhas Malvinas (FIDF). Graham Bound, um ilhéu que viveu a ocupação argentina e autor de Invasion 1982: Falkland Islanders at War, afirma que havia 40 membros (incluindo 15 ex-membros da FIDF) da FIDF. Seu comandante, major Phil Summers, designou os milicianos voluntários (incluindo seu filho Brian Summers) para proteger pontos-chave como a central telefônica, a estação de rádio e a usina elétrica. O capitão Jack Sollis, a bordo do navio civil de cabotagem Forrest, operou seu barco como uma estação de alerta de radar, ao largo de Porto Stanley. Outros quatro civis — os ex-Royal Marines Jim Fairfield e Anthony Davies, o cidadão canadense Bill Curtiss e Don Bonner, motorista de Rex Hunt — também se ofereceram para ajudar o governador. O próprio Rex Hunt estava armado com uma pistola Browning 9 mm.
Antes dos desembarques principais argentinos, nove dos marinheiros britânicos presentes foram colocados sob comando do Secretário Chefe, Dick Baker, e reuniram cerca de 30 argentinos residentes em Porto Stanley, mantendo-os sob “custódia protetora” ao lado da Delegacia de Polícia. Dick Baker lembra:

Havia alguns moradores locais para prender, e recordo-me de ser extremamente educado com eles, dizendo: “Porque você é argentino ou casado com um argentino, ou trabalha na LADE [uma companhia aérea argentina], temos que levá-lo sob custódia.” Nós os colocamos na sala de refeições do Town Hall, que ficava perto da Delegacia de Polícia.
Os nove marinheiros retornaram então à Casa do Governo, onde estabeleceram um serviço de informações, deixando os prisioneiros sob custódia do tenente da Marinha Richard Ball.

## Operação Rosario
A operação anfíbia argentina teve início tarde da noite de quinta-feira, 1 de abril, quando o contratorpedeiro ARA Santísima Trinidad desembarcou forças navais especiais ao sul de Porto Stanley. A maior parte da tropa argentina desembarcaria algumas horas depois do navio de assalto anfíbio ARA Cabo San Antonio próximo ao aeroporto, numa praia previamente demarcada pelos mergulhadores do submarino ARA Santa Fe. A operação chamava-se “Azul” durante a fase de planejamento, mas foi renomeada “Rosario”.

### ARASanta Fe
Rosario teve início com o reconhecimento de Port William pelo submarino ARA Santa Fe e o desembarque de 14 membros dos Buzos Tácticos perto do Cabo Pembroke, incluindo o comandante dessa unidade de elite, capitão-tenente Alfredo Raúl Cufré. A missão de reconhecimento começou logo em 31 de março, quando o pesqueiro Forrest foi avistado pelo periscópio às 22h ao largo de Porto Stanley. No dia seguinte, o Santa Fe soube que as autoridades em Porto Stanley estavam cientes dos planos argentinos, e optaram por mudar a abordagem. Em vez de desembarcar diretamente em Pembroke, os comandos desembarcariam em uma praia próxima.
Os comandos deixaram o Santa Fe às 13h40 e, da praia, seguiram rumo à península de Pembroke em botes infláveis. Eles alcançaram Yorke Bay às 4h30 de 2 de abril. Depois de instalar sinalizadores para o desembarque principal, assumiram o controle do campo de pouso e do farol sem encontrar resistência significativa. Após a rendição britânica em Porto Stanley, esse grupo ficou encarregado de reunir e custodiar os Royal Marines.

### Ataque ao quartel de Moody Brook

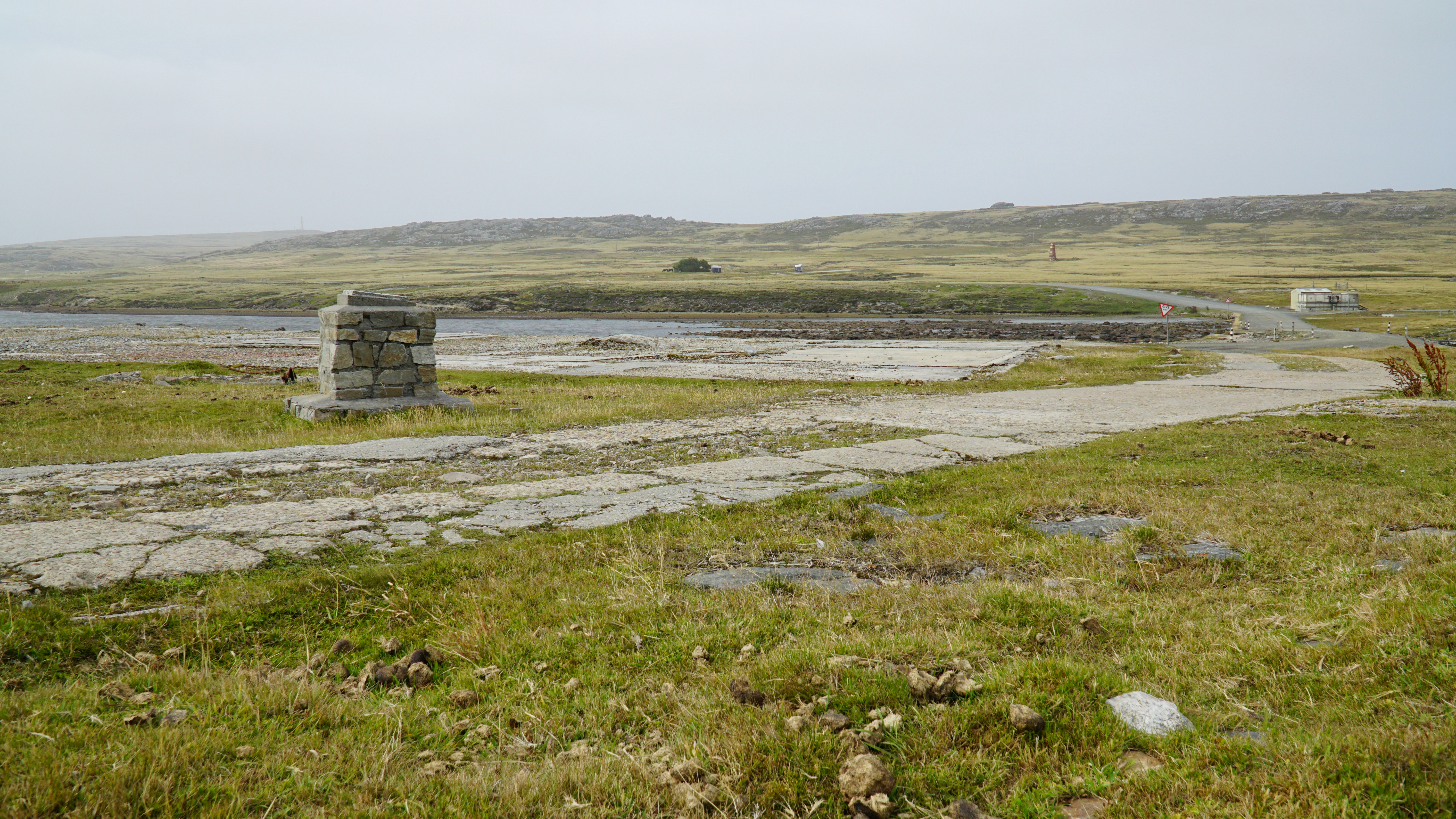
Local do Quartel de Moody Brook, guarnição das Ilhas Malvinas. Uma pequena unidade de fuzileiros navais britânicos estava lá desde os anos 1960 até a invasão de 1982, quando as forças argentinas atacaram o quartel. Hoje restam apenas os alicerces.

Na noite de 1–2 de abril de 1982, o Santísima Trinidad parou a cerca de 500 metros (1 600 pé) de Mullet Creek e baixou 21 botes infláveis de assalto, contendo 84 militares de forças especiais do 1º Grupo de Comandos Anfíbios do capitão-tenente Guillermo Sánchez-Sabarots e um pequeno grupo sob o comando do capitão-tenente Pedro Giachino, que era subcomandante do 1º Batalhão de Infantaria de Marinha e havia se oferecido para a missão de capturar a Casa do Governo. O contra-almirante argentino Jorge Allara, por mensagem de rádio a partir do Santisima Trinidad, solicitara a Rex Hunt uma rendição pacífica, mas o pedido foi rejeitado.

O grupo de Giachino tinha de percorrer somente quatro quilômetros para o norte. Já o grupo principal seguiria uns dez quilômetros rumo ao norte, em terreno acidentado, até chegar ao quartel de Moody Brook. Sánchez-Sabarots descreveu no livro The Argentine Fight for the Falklands o progresso da unidade no escuro:
Era uma noite agradável, com luar, mas as nuvens cobriam a lua na maior parte do tempo. Foi muito difícil avançar, carregávamos muito peso; fazia calor. Acabamos nos dividindo em três grupos. Tínhamos apenas uma luneta de visão noturna; o líder, tenente Arias, a usava. Um dos grupos se separou quando um veículo apareceu na estrada que precisávamos cruzar. Achamos que fosse uma patrulha militar. Outro grupo perdeu contato, e a terceira separação ocorreu porque alguém estava andando rápido demais. Isso fez meu subcomandante, tenente Bardi, cair; ele fraturou o tornozelo e teve de ficar para trás com um homem para ajudá-lo. Chegamos a Moody Brook às 5h30, já no limite do tempo planejado, sem a uma hora que queríamos para reconhecimento.
O grupo principal dos fuzileiros argentinos supôs que o quartel de Moody Brook abrigava fuzileiros britânicos dormindo. O quartel estava silencioso, embora houvesse luz acesa no escritório do comandante. Nenhum sentinela fora visto, e a noite estava calma. Sánchez-Sabarots não ouviu nada sugerindo ação na Casa do Governo, nem nos distantes pontos de desembarque. Mesmo assim, ordenou o ataque. O relato de Sánchez-Sabarots continua:
Ainda estava escuro. Íamos usar gás lacrimogêneo para forçar os britânicos a sair dos prédios e capturá-los. Nossas ordens eram não causar baixas se possível. Foi a missão mais difícil da minha carreira. Todo o nosso treinamento de comandos era para lutar de forma agressiva e infligir o máximo de baixas ao inimigo. Cercamos o quartel com equipes de metralhadoras, deixando apenas uma rota de escape pela península ao norte do porto de Porto Stanley. Se alguém escapasse, não conseguiria chegar à cidade para reforçar os britânicos. Então jogamos granadas de gás em cada prédio. Não houve reação; o quartel estava vazio.
O barulho das granadas alertou o major Norman sobre a presença argentina na ilha, e ele voltou de carro para a Casa do Governo. Percebendo que o ataque vinha de Moody Brook, ordenou que todas as seções de tropa convergissem à Casa do Governo, centralizando a defesa. Nessa mesma época, a maioria dos membros da FIDF recebeu ordem semelhante e se retirou para o Drill Hall. O sargento Gerald Cheek, da FIDF, recorda: “Foi solicitado que ligássemos para o QG sempre que possível e, quando fiz a chamada de rotina às 6h, Phil Summers me informou que o governador havia dito que os membros da FIDF não deviam enfrentar o inimigo sob nenhuma circunstância, e que deveriam se render quando ordenados, sem resistir.”
Embora nenhum fuzileiro real tenha testemunhado o assalto, relatos britânicos do estado do quartel após a ação contradizem a versão argentina. Depois que os fuzileiros foram autorizados a retornar ao quartel para recolher seus pertences, Norman descreveu as paredes como crivadas de tiros de metralhadora e marcadas por granadas de fósforo branco — “típico de uma operação de varredura em construção”. Os argentinos sustentam que o quartel foi destruído por um ataque aéreo de Harriers do No. 1 Squadron RAF em 12 de junho de 1982, envolvendo o tenente de voo Mark Hare e o comandante de ala Peter Squire, no qual morreram três recrutas e foi ferido seu comandante.

### Desembarque anfíbio em Yorke Bay
Seguiu-se ação ainda mais premente na margem leste de Porto Stanley. Vinte LVTP-7A1 blindados anfíbios do tenente-capitão-de-fragata Carlos Alberto Cazzaniga, do 1º Batalhão de Veículos Anfíbios, que transportavam as companhias D e E do 2º Batalhão de Infantaria de Marinha (BIM-2) de Puerto Belgrano, haviam desembarcado do navio de desembarque ARA Cabo San Antonio em Yorke Bay e eram observados por uma seção de Royal Marines sob comando do tenente Bill Trollope. Dois barcos de desembarque de fabricação argentina também participaram do desembarque e cairiam nas mãos britânicas no fim dos combates, em junho.
A coluna blindada seguiu pela Airport Road até Porto Stanley, com três Amtracs na vanguarda, e, perto da Ionospheric Research Station, às 7h15 em ponto, foi atacada por uma seção de Royal Marines usando foguetes antitanque e metralhadoras. O tenente-capitão-de-fragata Hugo Santillán relatou oficialmente:

Estávamos no último trecho da estrada rumo a Stanley. Uma metralhadora abriu fogo de dentro de três casas brancas, a uns 500 metros, e atingiu o Amtrac da direita. Era fogo muito preciso. Então houve algumas explosões de um lançador de foguetes, mas eram imprecisas, caíam longe de nós. Seguimos nosso procedimento padrão e fizemos manobras evasivas. O Amtrac da direita revidou e se abrigou numa depressão do terreno. Quando ficou fora de perigo, mandei todos os três veículos desembarcarem seus homens. Ordenei à equipe com o canhão sem recuo que disparasse uma carga oca no alto do telhado da casa onde estava a metralhadora, só para fazer barulho, sem causar explosão. A primeira disparada caiu uns cem metros antes, mas a segunda acertou o telhado. As tropas britânicas então jogaram uma granada de fumaça roxa; achei que era sinal para recuarem. Eles pararam de atirar, então o comandante Weinstabl deu início ao movimento das duas companhias no entorno da posição inimiga. Alguns fuzileiros numa das casas começaram a atirar; isso foi meio desagradável. Não consegui identificar bem de onde vinha, mas um dos meus outros Amtracs conseguiu e pediu para disparar o morteiro que tinha. Autorizei, mas só três tiros, no alto dos telhados. Dois ficaram curtos, mas o terceiro acertou bem no centro do telhado; foi incrível. Os britânicos pararam de atirar então.
O Amtrac da direita saiu da estrada e estacionou numa depressão, desembarcando os fuzileiros — incluindo um ferido, soldado Horacio Tello — fora de vista. Isso fez os Royal Marines acharem que Gibbs destruíra o compartimento de transporte do blindado. Segundo Santillán, esse veículo recebeu 97 impactos, e outro teve as lagartas danificadas.
Trollope, com a Seção n.º 2, descreve a ação: “Seis blindados anfíbios avançavam em velocidade pela Airport Road. O primeiro APC foi engajado a uns 200 ou 250 metros. Os primeiros três mísseis, dois de 84 mm e um de 66 mm, erraram. Logo em seguida, um 66 mm disparado pelo Fuzileiro [Mark] Gibbs acertou o compartimento de transporte e um 84 mm dos Fuzileiros [George] Brown e [Danny] Betts atingiu a dianteira. Ambas as cargas explodiram e ninguém mais saiu daquele veículo. Os demais cinco APCs, a uns 600 ou 700 metros de distância, desembarcaram suas tropas e abriram fogo. Nós os atacamos com metralhadora GPMG, SLR e rifle de precisão [sargento Ernie Shepherd] por cerca de um minuto antes de lançarmos uma granada de fumaça branca e recuarmos para trás das casas. O fogo inimigo nessa altura era pesado, mas em grande parte impreciso.”
Segundo o governador Hunt em suas memórias, Brown e Betts imobilizaram o Amtrac líder com um tiro na lagarta, enquanto Gibbs acertou o compartimento de transporte: “Por volta dessa hora, recebemos a notícia estimulante de que a seção do vice-comandante de Mike, Bill Trollope, tinha nocauteado o primeiro APC. Eles dispararam um foguete de 84 mm nas lagartas e um de 66 mm no compartimento de tropas. Ficaram prontos para atirar em qualquer um que saísse, mas ninguém saiu.”
Trollope e seus homens recuaram por Davis Street, correndo atrás das casas e perseguidos pelos fuzileiros argentinos, concluindo ser inviável chegar à Casa do Governo. O cabo Lou Armour, no comando da Seção Nº 1, estava em Hookers Point quando a invasão começou. Pouco depois do ataque a Moody Brook, recebeu ordens de recuar à Casa do Governo, encontrando a seção do cabo David Carr no caminho. “Os fuzileiros, agora somando dezesseis, decidiram tentar contornar a retaguarda da colina onde os argentinos estavam, depois avançar até a Casa do Governo de surpresa. Mas, conforme se moviam pelos arredores da cidade, foram alvo de fogo em cada esquina, e ele ficou tão pesado que tiveram de desistir do plano.”
À medida que as seções tentavam encontrar os homens de Trollope, Armour decidiu tentar mais uma vez chegar à Casa do Governo. Usando fogo e manobra para cruzar o campo de futebol, rastejaram pelos arbustos que levavam aos jardins, sofrendo fogo amigo. Segundo Armour: “Tive um confronto com um grupo de argentinos em veículos blindados que nos perseguia para Porto Stanley. Quando por fim chegamos à Casa do Governo, recebíamos tiros de três direções: dos argentinos atacando a casa, na frente e atrás, e de nossos próprios caras, que estavam na casa e pensavam que éramos outro grupo argentino tentando entrar. Foi meio tenso. Um argentino morreu naquele dia, e alguns ficaram feridos.”
Conseguiram finalmente se abrigar através da porta da cozinha. Ainda segundo Armour: “Uma Seção avançou correndo em direção ao bosque onde sabíamos que ficava a Casa do Governo. O avanço foi lento porque precisávamos rastejar e correr curvados até o hospital. Agora era dia claro. De lá, fizemos fogo de cobertura e manobramos atrás do alojamento das enfermeiras e através do campo de futebol, parando num arvoredo. Mandei o Fuzileiro Parker gritar ‘Royal Marines!’ conforme nos aproximávamos da casa. Fomos ouvidos pelo cabo Pares, que nos disse onde estavam os inimigos. Sob cobertura dele, corremos para dentro da casa, onde o major Noott nos colocou no andar de cima”.
Enquanto isso, o cabo Stefan York e sua seção mantinham posição na extremidade oeste de Navy Point. À medida que foram relatados desembarques argentinos se aproximando de Porto Stanley, o Fuzileiro Rick Overall disparou um Carl Gustav anticarro, e os britânicos, numa entrevista ao historiador Martin Middlebrook, afirmam que atingiu a lateral de uma LCVP argentina, matando todos a bordo. Conforme o tenente-capitão-de-fragata Hugo Jorge Santillán, um veículo anfíbio de recuperação entrou em Porto Stanleydepois da captura da Casa do Governo para reparar emergencialmente dois blindados atingidos no confronto perto da Ionospheric Research Station. Neville Bennett, bombeiro local que registrou um diário durante a ocupação, afirma ter visto um desses veículos com problemas após perder uma de suas lagartas.

### Batalha da Casa do Governo
Posicionado num pequeno outeiro ao sul da Casa do Governo, o capitão-tenente Pedro Giachino enfrentava a dificuldade de capturar esse objetivo taticamente crucial sem rádio e com apenas dezesseis homens. Ele dividiu seu grupo em pequenas equipes, colocando uma em cada lado da casa e uma na retaguarda. Desconheciam que a residência do governador era o ponto de concentração principal dos Royal Marines, que os superavam em mais de dois para um.
O primeiro ataque ao prédio ocorreu às 6h30, mal uma hora antes do desembarque em Yorke Bay, quando um dos grupos de Giachino, liderado pelo tenente Gustavo Adolfo Lugo, trocou tiros com as tropas britânicas dentro da casa. Ao mesmo tempo, o próprio Giachino, com quatro subordinados, entrou no anexo de serviço, supondo ser a porta dos fundos da residência. Quatro Royal Marines — cabos Mick Sellen e Colin Jones e os fuzileiros Harry Dorey e Murray Paterson —, posicionados para cobrir o anexo, rechaçaram o ataque inicial. Giachino foi atingido na mesma hora em que entrou, enquanto o tenente Diego Garcia Quiroga foi baleado no braço. Os três restantes recuaram para o quarto da empregada.

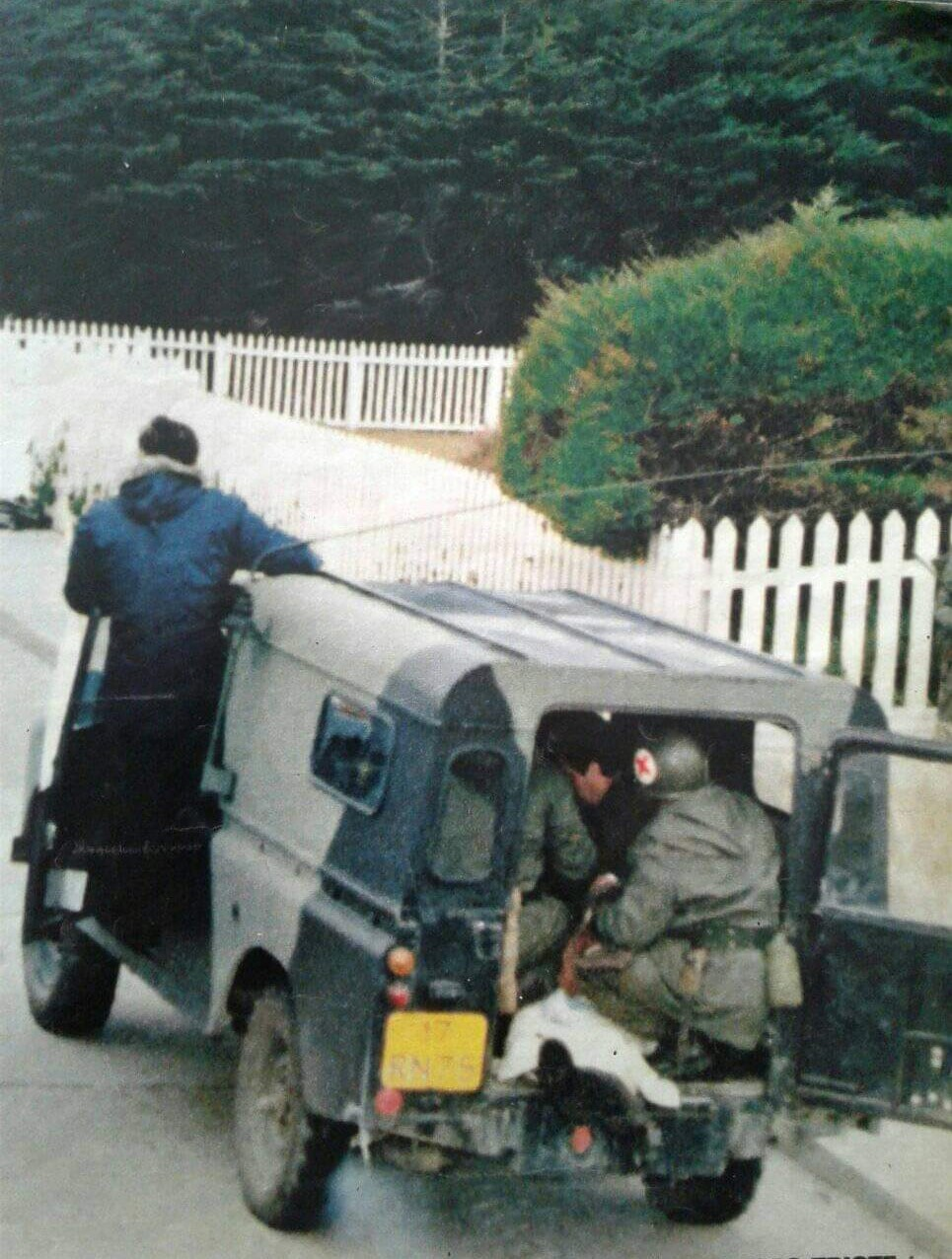
Giachino recebendo atendimento de um médico argentino momentos antes de falecer

Giachino ainda estava vivo, mas gravemente ferido. Um médico de combate argentino, o cabo Ernesto Urbina, tentou socorrê-lo, mas foi ferido por uma granada. Vendo o que ocorrera, Giachino retirou o pino de uma granada de mão e ameaçou usá-la. Os Royal Marines tentaram convencê-lo a largar a granada para que recebesse atendimento, mas ele se recusou, impedindo que se aproximassem. Após a rendição britânica em Porto Stanley, cerca de três horas depois, Giachino foi levado ao hospital de Porto Stanley, mas morreu por hemorragia.

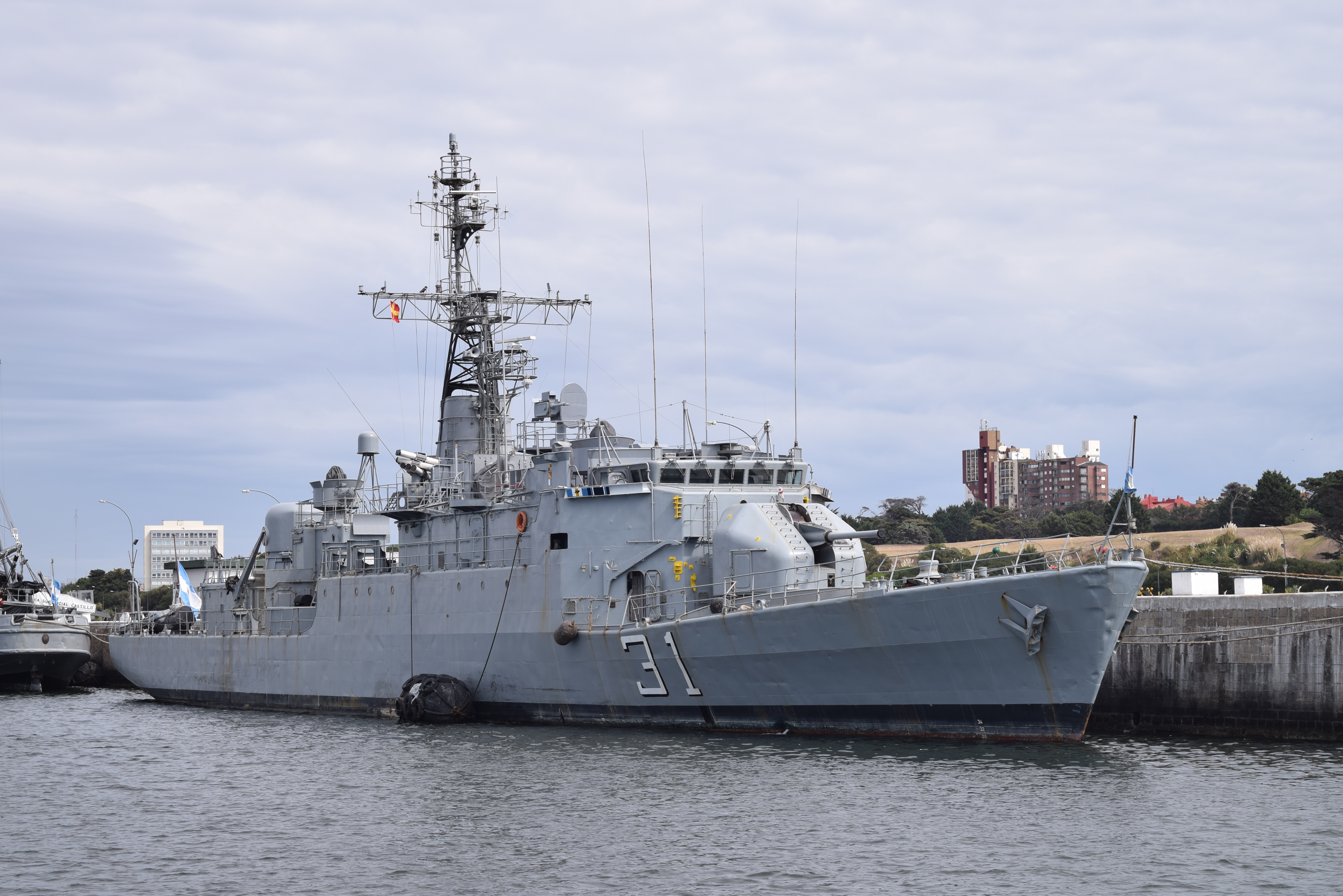

No escritório do governador, o major Norman recebeu um relatório de rádio do cabo York, posicionado na península de Camber, para observar possíveis navios argentinos entrando em Porto Stanley. O cabo relatou ter três alvos na mira e perguntou qual deveria atacar primeiro. “Quais são os alvos?”, questionou o major. “Alvo número um é um porta-aviões, alvo número dois é um cruzador”, no que a linha caiu.
Depois de disparar um foguete contra um veículo anfíbio que seguia para Yorke Bay, York decidiu retirar sua seção e armou uma armadilha (booby trap) no seu Carabina sem recuo Carl Gustaf 8,4 cm antes de atravessar a baía de Port William em seu bote inflável. Ele alega que foi perseguido e alvejado por um contratorpedeiro argentino (possivelmente a corveta ARA Drummond ou Granville). Usando de iniciativa, chegaram a um pesqueiro polonês ancorado e ocultaram seu bote na sombra do navio. Esperaram o momento oportuno para desembarcar numa pequena praia. Fontes argentinas dizem que o Drummond forneceu fogo de supressão numa enseada ao norte de Port William, onde se avistaram pessoas não identificadas, em apoio ao Cabo San Antonio, que relatara um “míssil caindo a estibordo”, aparentemente disparado daquela área. Outros registros da marinha argentina afirmam que tal ação em Port Williams foi conduzida pelo ARA Granville.
Na Casa do Governo, a pressão dos comandos argentinos continuou. Há indícios de que o uso de granadas de atordoamento pelos argentinos, confundidas com granadas de fuzil ou morteiros, e a constante mudança de posições de tiro levaram os Royal Marines a crer que enfrentavam uma grande companhia de fuzileiros, quando na realidade havia apenas cerca de uma dúzia de comandos cercando a casa. Após a tentativa frustrada do pequeno pelotão de Giachino de invadir a residência, os britânicos estavam cercados por esse grupo, liderado pelo tenente Lugo. As Land Rovers britânicas foram danificadas por rajadas automáticas dos comandos.
O governador Hunt contatou Patrick Watts — na estação de rádio, Radio Porto Stanley — por telefone, dizendo acreditar que estavam rodeados pelo equivalente a uma companhia reforçada: “Continuamos aqui, mas estamos encurralados. Não podemos nos mexer. (...) Devem ter uns 200 ao nosso redor. Jogaram granadas de fuzil em nós; talvez haja morteiros, não sei. Elas chegaram muito rápido e muito perto, depois recuaram. Talvez estejam aguardando os APCs [Amtracs], achando que terão menos baixas assim.”
Segundo os cabos Geordie Gill e Terry Pares, ambos snipers, eles teriam atirado em diversos argentinos no peito e na cabeça enquanto tentavam se dispersar na encosta atrás da Casa do Governo: “Derrubamos vários argentinos conforme se aproximavam, e eu tinha alguns na minha mira, e certifiquei-me de que eram eliminados. Inicialmente estimamos ter matado cinco e ferido dezessete, mas só contamos os corpos que vimos cair na nossa frente.” O major Norman estima que Pares e Gills feriram ou mataram cerca de quatro ou cinco comandos: “O cabo Gill olhava através de sua luneta de precisão e dizia ao cabo Pares onde o inimigo estava; Pares abria fogo rápido de dez disparos e, assim que eles se moviam, Gill os alvejava com o rifle de precisão. Eles pegaram quatro ou cinco assim, enquanto nos informavam tudo que acontecia.”
Nos registros oficiais de ambos os lados, há uma baixa argentina (morta) e três feridos graves fora da Casa do Governo. Outros três argentinos (soldado Horacio Tello, padre Ángel Maffezini e tenente-capitão-de-fragata Hugo Santillán) ficaram feridos procurando abrigo nos combates em Porto Stanley e arredores. Durante o tiroteio, Kenneth Clarke, um dos quatro jornalistas britânicos na casa do Secretário do governador, acompanhava a ação a menos de 100 metros, enquanto os comandos argentinos atiravam contra a Casa do Governo, e uma bala de um sniper argentino atravessou a janela do quarto, passando rente à sua cabeça.
Por volta das 7h30, o chefe de polícia local, Ronnie Lamb, teve de enviar dois agentes da Falkland Islands Police até a Casa do Governo para resgatar um civil, Henry Halliday, que seguia despreocupadamente ao trabalho, ignorando o fogo pesado ao redor. Por fim, Hunt decidiu negociar com os comandantes argentinos às 8h30, após o major Norman alertar que “nossa defesa seria determinada, implacável — mas de curta duração.” O porta-voz foi o vice-comodoro Hector Gilobert, diretor da LADE nas ilhas. Gilobert e um assistente do governador foram ao QG argentino exibindo bandeira branca. Instalou-se um cessar-fogo de fato, rompido ocasionalmente por fogo de armas leves.
Os emissários de Hunt encontraram o posto de comando argentino na prefeitura de Porto Stanley. O comandante aceitou o convite de se reunir com Hunt em seu escritório. Enquanto negociavam, ocorreu mais um incidente na residência: três comandos anfíbios argentinos, remanescentes do ataque inicial, tentavam sair do anexo quando chamaram a atenção do major Noott. Ele disparou sua submetralhadora Sterling no teto do quarto da empregada. Segundo as versões britânicas, os comandos rolaram escada abaixo, largando as armas, tornando-se os primeiros prisioneiros argentinos da Guerra das Malvinas, embora, a essa altura (cerca de 8h), o governador Hunt já mantivesse contatos com oficiais argentinos para a rendição.
A versão do capitão-tenente Cufré, que estava no aeroporto de Porto Stanley, é que aqueles três Comandos Anfíbios que apoiavam Giachino se mantiveram em posição até o fim das hostilidades. O almirante Carlos Büsser, comandante-chefe da operação, diz que já havia cessar-fogo quando os três se renderam aos Royal Marines para prestar socorro aos feridos. Logo depois ocorreu a capitulação da Casa do Governo.

#### Rendição
Enquanto isso, os Royal Marines na casa viram a aproximação dos Amtracs que haviam sido atacados antes pela seção de Trollope. Os blindados eram o maior problema de Rex Hunt, pois podiam manter-se fora do alcance dos britânicos e destruir a Casa do Governo. Eles avançaram rumo a Moody Brook para ligar-se ao capitão-tenente Guillermo Sánchez-Sabarots, que seguia lentamente pela estrada para reforçar seus colegas cercando a Casa do Governo, depois de capturar alguns prisioneiros próximos ao hipódromo. A maioria da FIDF havia se entrincheirado no Drill Hall, e acabou capturada lá pouco depois, com uma seção dominada na Casa do Governo e levada de volta ao Drill Hall para juntar-se aos companheiros. Outras duas seções foram capturadas com a queda da Casa do Governo e ordenadas a deitar-se no chão, junto com os Royal Marines. Enquanto isso, a equipe naval do HMS Endurance na Casa do Governo começou a destruir documentos oficiais.
O major Norman sugerira antes ao governador Hunt que poderiam romper o cerco para o interior e estabelecer uma “sede de governo” em outro ponto das ilhas, mas, quando encontrou-se com o comandante das forças navais argentinas, almirante Büsser, decidiu entregar suas tropas às forças invasoras às 9h30. Foi uma decisão difícil para Hunt: “De coração pesado, voltei-me para Mike e disse para ele dar a ordem de depor as armas. Não consegui usar a palavra ‘rendição’. O rosto de Mike misturava alívio e angústia: não fazia parte de seu treinamento se render, mas ele percebeu que não havia alternativa real. Enquanto Gary acompanhava Busser para cuidar dos feridos na Casa do Governo, Mike disse ao operador de rádio que instruísse todas as seções a largar as armas e esperar para ser recolhidas.”
Antes disso, Sánchez-Sabarots teve de enviar uma fração de seus homens para libertar os argentinos que Gilobert relatara estarem retidos na Prefeitura. Mas, antes de chegarem, o comandante Alfredo Raúl Weinstabl e seu adjunto, tenente Juan Carlos Martinelli, com alguns fuzileiros, ocuparam a Prefeitura e a Delegacia de Polícia. Segundo Weinstabl: “A cidade estava silenciosa. Ao chegarmos ao local escolhido como Posto de Comando do Batalhão, encontramos armas e equipamento largados. Mandei o tenente Martinelli inspecionar o prédio e, pouco depois, ele voltou com umas trinta pessoas que saíram sorrindo. Eram argentinos trancados ali desde a noite anterior. Quase em frente ficava a Delegacia. Dentro dela havia seis ou sete policiais com seu chefe e um grupo de marinheiros de um navio de pesquisa oceanográfica. Mandei o chefe de polícia mandar os agentes para casa e não aparecerem até nova ordem.”
Hunt diria em meados de abril que os defensores dispararam 6.000 tiros nos combates na Casa do Governo e adjacências. Ele contestou a alegação argentina de apenas um morto e dois feridos, afirmando para a revista Time, de 12 de abril de 1982, que ao menos cinco, possivelmente quinze, invasores morreram, além de 17 feridos. Major Norman, em 2007, confirmou que os britânicos dispararam 6.450 tiros de armas leves e 12 foguetes naquele 2 de abril.
Por temerem haver um posto de observação britânico em Tussock Island, a Companhia de Comandos 601 do major Mario Castagneto foi enviada para limpar a área, mas voltou sem sucesso e coberta de fuligem após outro ataque de napalm feito por Pucarás em 1 de maio. Muitos ilhéus acreditam que esses ataques de napalm visaram encobrir as perdas argentinas sofridas na fase inicial (Operação “Rosario”).
Após a rendição, os Royal Marines e duas frações (sob cabos Gerald Cheek e Pat Peck) da FIDF foram levados ao campo de futebol. Fotos foram tiradas pelo jornalista britânico Simon Winchester, do The Sunday Times, mostrando os britânicos no chão com as mãos estendidas, e as imagens foram contrabandeadas pelo filho de Rex Hunt, Tony. Tais imagens chocaram a opinião pública britânica ao serem exibidas na TV e ampliaram a oposição à invasão. A seção do cabo Armour lutara no segundo andar da Casa do Governo e foi capturada: “Havia três feridos no jardim. Pensamos: em que humor estarão ao ver seus camaradas baleados? Ao deitarmos, foi humilhante mas também preocupante. Um oficial argentino se aproximou e deu um tapa em um dos guardas, nos mandando levantar. Então nos cumprimentou e disse que devíamos estar orgulhosos do que fizemos.”
“O major Carlos Büsser, comandante da operação, afirmou que os fuzileiros britânicos lutaram com bravura e habilidade, matando um de seus melhores oficiais — Giachino.” Assim, poderiam depor armas com honra militar intacta. Essa proposta convenceu Hunt de que não havia escolha senão aceitar. Os Royal Marines foram autorizados, dez por vez, a retornar ao quartel de Moody Brook sob escolta, tendo dez minutos para recolher pertences pessoais.
Numa última demonstração de desafio, Rex Hunt vestiu seu uniforme cerimonial, com plumas de avestruz e espada, e seguiu de carro oficial ao aeroporto de Porto Stanley, onde embarcaria com sua comitiva. “Sentimo-nos como se estivéssemos abandonando a todos, mas o que podemos fazer?”, disse Mavis, esposa de Hunt, chorando, ao jornalista britânico Kenneth Clarke.
Em seguida, os Royal Marines foram embarcados num C-130 Hercules rumo a Comodoro Rivadavia, devendo então pegar outro avião até o Uruguai e depois ao Reino Unido. Os membros da FIDF não foram levados à Argentina, ao contrário dos homens do NP 8901; tiveram as armas confiscadas e foram mandados de volta a suas casas.
Os 77 britânicos (fuzileiros e marinheiros) receberam as boas-vindas de heróis ao chegarem em 5 de abril à RAF Brize Norton e, em coletiva de imprensa na sequência, Rex Hunt (na presença dos majores Noot e Norman) declarou que os defensores de Port Porto Stanley mataram ao menos cinco soldados argentinos, feriram 17 e capturaram outros três, destruindo um blindado de transporte e supostamente matando seus dez ocupantes. Em seu relato final de 5 de abril, Kenneth Clarke, do Daily Telegraph, confirmou a homenagem que o comandante da Infantaria de Marinha argentina fizera aos Royal Marines e negou ter sofrido coerção, conforme noticiara um jornal britânico.
A seção do cabo York continuou à solta. Em 4 de abril, chegaram à fazenda Long Island, de propriedade da sra. Watson. Como estavam sem rádio e receavam possíveis baixas civis, escolheram render-se às forças argentinas, informando sua posição via rádio de uma ilhéia. York ordenou que destruíssem e depois enterrassem as armas. O major Patricio Dowling e um pelotão da 181.ª Companhia de Polícia Militar foram transportados de helicóptero, e após tratar mal a tropa de York e posar para fotos, trancaram os britânicos na Delegacia de Porto Stanley. Depois eles seriam levados a Comodoro Rivadavia junto do tenente Keith Mills, seu grupo de 22 homens e mais 13 da British Antarctic Survey chefiados por Steve Martin, capturados na Geórgia do Sul.
Em 2022, o especialista britânico em blindados Andrew Hill, após examinar todas as evidências disponíveis, concluiu que nenhum blindado anfíbio argentino foi de fato destruído na invasão, embora um claramente tenha perdido a lagarta por um disparo antitanque.

#### Polícia de Porto Stanley

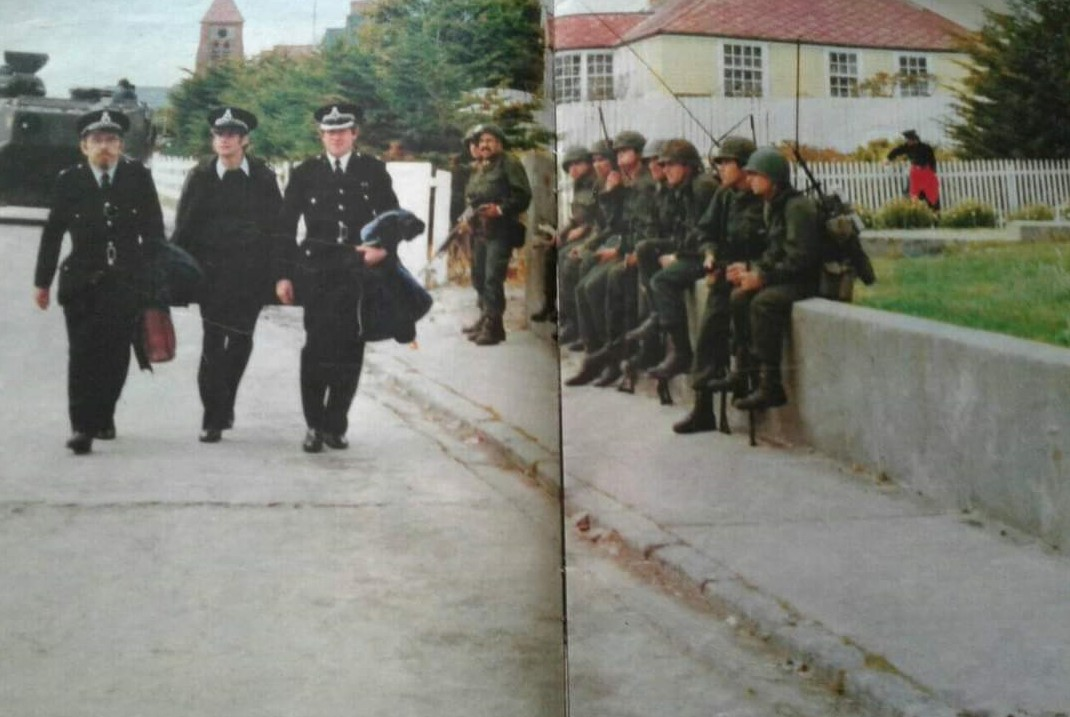
Três policiais de Porto Stanley deixando as Ilhas Malvinas

O chefe de polícia, Ronnie Lamb, foi deportado pouco depois da ocupação, e a única outra policial efetiva saiu por conta própria, restando um pequeno grupo de policiais especiais que havia sido formado às pressas na véspera da invasão e se desmobilizou quase todo — salvo o jovem de 19 anos, Anton Livermore — na semana seguinte, para não parecer colaboracionismo.

## Reação na ONU
Em 3 de abril de 1982, o Conselho de Segurança das Nações Unidas aprovou a Resolução 502, exigindo a retirada imediata de todas as forças argentinas das ilhas e pedindo aos governos da Argentina e do Reino Unido que buscassem uma solução diplomática e se abstivessem de mais ação militar.

## Informando Londres
Às 16h30 (horário local) de 2 de abril de 1982, a última conversa por telex entre o operador nas Malvinas e um operador em Londres anunciou que as ilhas estavam sob controle argentino.

## Cronologia da operação

Operação Rosario

A linha do tempo da operação foi a seguinte:
1. 21h30 – 1 de abril – O contratorpedeiro ARA Santisima Trinidad  começa a embarcar comandos navais do Grupo de Comandos Anfíbios em 21 botes infláveis motorizados. Seguem até Mullet Creek, mas vão longe demais ao norte e ficam presos em algas. Decidem aportar na praia mais próxima, perto de Lake Point.
2. 23h – 1 de abril – O primeiro grupo de 84 homens desembarca numa praia sem nome em Lake Point. O grupo se divide em um menor, liderado pelo capitão-tenente Giachino, rumo à Government House, e um maior, comandado pelo capitão-tenente Sabarots, rumo ao quartel de Moody Brook.
3. 4h30 – 2 de abril – Uma pequena equipe avançada do Grupo de Mergulhadores Táticos desembarca do submarino ARA Santa Fe perto de Yorke Bay, sem ser percebida.
4. 5h30 – 2 de abril – A tropa de Sabarots chega ao quartel e o cerca. Lança granadas em cada prédio, abrindo fogo pesado de metralhadora. Descobrem o local vazio.
5. 6h – 2 de abril – Vinte FMC Amtrac e vários LARC-V carregados com suprimentos desembarcam em Yorke Bay do LST ARA Cabo San Antonio. A força se divide em três grupos:   - A vanguarda, com quatro Amtracs (um deles levando um pelotão do Exército).
  - A força principal, com 14 Amtracs.
  - O subcomandante, com um Amtrac de recuperação e veículos LARC.
6. 6h30 – 2 de abril – O primeiro Amtrac encontra nenhuma resistência. O pelotão do Exército garante o aeroporto, que já estava sob vigilância dos mergulhadores da Marinha.
7. 6h30 – 2 de abril – Um grupo de 16 comandos navais argentinos chega à Government House, onde encontram 31 Royal Marines, 11 marinheiros armados e 1 civil. Três argentinos se ferem, incluindo o líder, capitão-tenente Giachino, que morre mais tarde. Outros três são capturados dentro da casa, embora, por volta das 8h, já houvesse contato dos britânicos com oficiais argentinos para negociar a rendição.
8. 7h15 – 2 de abril – Tendo encontrado pouca resistência, os Amtracs avançam sobre Stanley, mas sofrem emboscada numa casa a 500 metros da estrada. Os fuzileiros britânicos usam foguetes e metralhadoras, mas recuam para a Government House. Um Amtrac é atingido por metralhadora, com ferimentos leves em um soldado.
9. 8h30 – 2 de abril – A força de Amtracs argentinos ocupa Stanley.
10. O pelotão do Regimento 25 do tenente-coronel Seineldín inicia a limpeza da pista, enquanto mergulhadores navais desembarcados pelo ARA Santa Fe guarnecem o aeroporto e tomam o farol.